# Pourquoi le lion n'est plus le roi des animaux
Pourquoi le lion n'est plus le roi des animaux est un roman de In Koli Jean Bofane paru aux éditions Gallimard Jeunesse en 1996.

## Réception
Le roman Pourquoi le lion n'est plus le roi des animaux a reçu le prix de la critique de la Communauté française de Belgique.